# Merkblatt zur Anwendung der Entwurfsklassen der RAL an bestehenden Landstraßen
Das Merkblatt zur Anwendung der Entwurfsklassen der RAL an bestehenden Landstraßen (M ERL) ist eine Veröffentlichung der deutschen  Forschungsgesellschaft für Straßen- und Verkehrswesen (FGSV) aus dem Jahr 2023. Darin werden Hinweise gegeben, wie bestehende Landstraßen an die Standards der Entwurfsklassen (von EKL 1 bis EKL 4) angepasst werden sollen, die in den Richtlinien für die Anlage von Landstraßen (RAL) aus dem Jahr 2012 definiert wurden.
In den FGSV-intern mehrfach vorgestellten und diskutierten Vorversionen hieß die M ERL noch Merkblatt für die Übertragung des Prinzips der Entwurfsklassen nach den RAL auf bestehende Straßen (M EKLBest), siehe auch bei Literatur.

## Ausgabe
- FGSV, Arbeitsgruppe  „Straßenentwurf“: Merkblatt zur Anwendung der Entwurfsklassen der RAL an bestehenden Landstraßen. M ERL, Ausgabe 2023, FGSV-Verlag Nummer 201/1, Köln. ISBN 978-3-86446-339-6.